# 4 x 400 meter stafett för damer i friidrott vid olympiska sommarspelen 1984
4 x 400 meter stafett för damer vid olympiska sommarspelen 1984 i Los Angeles avgjordes 11 augusti. 

## Medaljörer
| Gren          | Guld | Guld    | Silver                                                                                           | Silver  | Brons                                                                               | Brons   |
| 4 x 400 meter | USA · Lillie Leatherwood · Sherri Howard · Valerie Brisco-Hooks · Chandra Cheeseborough · Diane Dixon* · Denean Howard* | 3.18,29 | Kanada · Charmaine Crooks · Jillian Richardson · Molly Killingbeck · Marita Payne · Dana Wright* | 3.21,21 | Västtyskland · Heike Schulte-Mattler · Ute Thimm · Heidi-Elke Gaugel · Gaby Bußmann | 3.22,98 |

## Resultat

### Final
- Hölls den 11 augusti 1984

| Placering | Nation         | Löpare                                                                              | Tid     |
| --------- | -------------- | ----------------------------------------------------------------------------------- | ------- |
|           | USA            | • Lillie Leatherwood • Sherri Howard • Valerie Brisco-Hooks • Chandra Cheeseborough | 3.18,29 |
|           | Kanada         | • Charmaine Crooks • Jillian Richardson • Molly Killingbeck • Marita Payne          | 3.21,21 |
|           | Västtyskland   | • Heike Schulte-Mattler • Ute Thimm • Heidi-Elke Gaugel • Gaby Bußmann              | 3.22,98 |
| 4.        | Storbritannien | • Michelle Scutt • Helen Bamett • Gladys Taylor • Joslyn Hoyte-Smith                | 3.25,51 |
| 5.        | Jamaica        | • llrey Oliver • Cynthia Green • Cathy Rattray • Grace Jackson                      | 3.27,51 |
| 6.        | Italien        | • Patrizia Lornbardo • Cosetta Campana • Marisa Masullo • Erica Rossi               | 3.30,82 |
| 7.        | Indien         | • M. D. Valsamma • Vandana Rao • Shiny Abraham • P. T. Usha                         | 3.32,49 |
| –         | Puerto Rico    | • Evelyn Mathieu • Madeline De Jesus • Angelita Lind • Marie Lande Mathieu          | DNS     |

### Semifinaler
- Hölls den 10 augusti 1984

#### Heat 1
| Placering | Nation         | Löpare                                                                     | Tid     |
| --------- | -------------- | -------------------------------------------------------------------------- | ------- |
| 1.        | USA            | • Lillie Leatherwood • Sherri Howard • Diane Dixon • Denean Howard         | 3.22,82 |
| 2.        | Jamaica        | • llrey Oliver • Cathy Rattray • Andrea Thomas • Grace Jackson             | 3.26,56 |
| 3.        | Storbritannien | • Michelle Scutt • Helen Barnett • Gladys Taylor • Joslyn Hoyte-Smith      | 3.27,68 |
| 4.        | Indien         | • M. D. Valsamma • Vandana Rao • Shiny Abraham • P. T. Usha                | 3.33,85 |
| 5.        | Puerto Rico    | • Evelyn Mathieu • Madeline De Jesus • Angelita Lind • Marie Lande Mathieu | 3.37,39 |

#### Heat 2
| Placering | Nation              | Löpare                                                                              | Tid     |
| --------- | ------------------- | ----------------------------------------------------------------------------------- | ------- |
| 1.        | Italien             | • Patrizia Lornbardo • Cosetta Campana • Marisa Masullo • Erica Rossi               | 3.32,55 |
| 2.        | Västtyskland        | • Chritina Sussiek • Heike Schulte-Mattler • Nicole Leistenschneider • Gaby Bußmann | 3.33,63 |
| 3.        | Kanada              | • Dana Wright • Jillian Richardson • Charmaine Crooks • Marita Payne                | 3.33,78 |
| 4.        | Antigua och Barbuda | • Joycelyn Joseph • Ruperta Charles • Monica Stevens • Laveme Bryan                 | 3.39,32 |
| 5.        | Ghana               | • Martha Appiah • Mercy Addy • Mary Mensah • Grace Bakari                           | 3.40,38 |